# Zou Yan
En aquest nom xinès, el cognom és Zou.
Zou Yan (鄒衍 en xinès) o Tsou Yen (305 aC ~ 240 aC) va ser un astròleg, geògraf, escriptor i filòsof de l’època final del Període dels Regnes Combatents (Xina). Va tenir un paper fonamental quan va sistematitzar i combinar dues teories, la teoria del Yin i Yang i la dels cinc elements o Cinc processos (Wuxing) (fusta, foc, terra, metall i aigua) durant l’era de les Cent Escoles de Pensament de la filosofia xina.

## Orígens
Zou Yan, originari de Qi (Shandong) a Haozhuang a l'actual província de Shandong. Es desconeix la data de naixement i mort de Zou Yan. S'estima que va néixer entre l'any 324 i el 305 aC i va morir entre el 240 i l'any 250 aC. Gairebé no se sap res de la seva vida. Tots els escrits de Zou Yan s'han perdut i només es coneixen a través de cites als primers textos xinesos. La millor informació prové de la seva breu biografia als Registres del Gran Historiador (segle I aC) de Sima Qian on també se’l menciona com Zouzi (mestre Zou) o Yan per les seves habilitats en astrologia.
Va ser membre i professor de l'Acadèmia Jixia (稷下學宮), un grup d'erudits reunits pel rei Xuan de Qi a la seva capital Linzi (actual Shandong). En els seus darrers anys, va ser enviat pel duc de Qi a l'estat de Zhao, on va conèixer el famós filòsof Gongsun Long (公孫龍) de l'escola dels noms i també a Lu Zhonglian.
Curiosament, al Shiji, Sima Qian escriu molt més sobre Zou Yan que sobre altres filòsofs, ara molt més coneguts, com els filòsofs confucians Menci i Xunzi. També hi ha algunes proves que en el context de la seva època, Zou Yan era un filòsof més popular que els primers confucians. Alguns relats diuen que quan Zou Yan va aparèixer a les portes de la ciutat, els governants de la ciutat van sortir a donar-li la benvinguda, amb un tipus d'acollida que només els antics confucians podien haver somiat.

## Pensament
Sembla que Zou podria haver començat la seva carrera com a confucianista, i després va intentar complementar el confucianisme amb el seu model metafísic. El bioquímic i sinòleg britànic, Joseph Needham, descriu Zou com "L'autèntic fundador de tot el pensament científic xinès"
Zou Yan és considerat el fundador de les ciències naturals a la Xina. Les seves teories van ser adoptades pels Fangshi, ascetes i alquimistes errants que van buscar el cultiu del jo interior i van experimentar amb l'alquímia en la recerca de la immortalitat, i la filosofia; pràctiques que van influir en el desenvolupament del taoisme. Les seves teories sobre la generació mútua i la destrucció dels cinc elements es van incorporar a la doctrina mèdica xinesa.
La filosofia de Zou Yan va tenir un profund impacte en el pensament cosmològic i en el confucianisme del període de la Dinastia Han (206- 220 aC.) com es pot veure en els escrits de Dong Zhongshu (董仲舒). Cal tenir en compte que malgrat que el període dels Regnes Combatents (481 a 221 a.C.) va ser un període de dificultats i agitació política, també va ser una època de gran expansió cultural i intel·lectual a la Xina, durant la qual es van desenvolupar i discutir lliurement una gran varietat de pensaments i idees. Menci i Xunzi van elaborar les idees de Confuci. L'escola dels "dialèctics", que va aparèixer a partir del segle V a.C., va tenir com a tasca principal el desenvolupament de la lògica i la retòrica. L'escola més important d'aquest període va ser la del legisme o escola de les lleis. En aquest context intel·lectual s'incorpora l'escola relacionada amb les ciències naturals i la metafísica, anomenada Escola "Naturalista" o “Yin-Yang" amb Zou com el filòsof més representatiu.
Cap de les seves obres ens ha arribat, però es poden trobar extractes als “Lüshi Chunqiu”, als Registres del Gran Historiador (Shiji) , al Llibre dels Ritus i al Huainanzi.

## Yin i Yang i els cinc elements o virtuts
Zou Yan està adscrit a l'Escola del Yin-Yang, classificada entre les escoles de shushu, especialistes i tècnics que cobreixen diverses matèries: astronomia, astrologia, canvis estacionals, endevinació.

Els cinc elements (wuxing)

Des del final dels Zhou trobem esment al Guo Yu dels cinc materials (terra, metall, aigua, foc, fusta) que es barregen per constituir les deu mil coses i éssers. A Zuo Zhuan també de Zuo Qiuming s'especifica que són necessaris per a les activitats humanes, per tant, per al bon funcionament de la societat. A Shujing que data dels Zhou però reconstituït sota els Han, trobem les primeres associacions: aigua significa humitat i descens, foc significa calor i pujada, fusta vol dir curvatura i rectitud, metall significa obediència i revolta, la terra suporta collites , el primer crea salat, el segon amarg, el tercer àcid, el quart àcid, el cinquè dolç. Tanmateix, durant la dinastia Han, la teoria del yin i yang estava a tot arreu i s'havia convertit en una part integral del pensament xinès, que es manté fins al present.
L'aplicació principal d'aquest principi, conegut com el final i l'inici de les cinc virtuts, també és la justificació de les successions dinàstiques. A la vigília de l'adveniment d'una nova dinastia, el cel envia un senyal en forma d'inscripció màgica. Qui sap llegir-lo pren el relleu de la dinastia decadent i ordena el seu regne segons les instruccions de la inscripció, d'acord amb la virtut de l'element triomfant. Més tard pensadors com Jia Yu (200 - 168 aC) i Dong Zhongshu van seguir part del pensament de Zou.

## Taoisme i Confucianisme
En relació al Yin i Yang, Zou Yan també s'associa habitualment amb el taoisme. El capítol XLII del Daodejing o Tao Te Txing (道德經) atribuït a Laozi (老子) fa referència al Yin i Yang quan en e la primera estrofa diu:
"El Dao genera l’u,
L’u genera el dos,
El dos genera el tres,
I el tres genera totes les coses.
Totes les coses contenen en el seu interior el yin i el yang
i obtenen l’harmonia per la combinació d’aquestes forces.”
Zou també va compilar el 禮記 (Llibre dels ritus), un dels clàssics confucians, és una col·lecció d'assajos d'estudiants de Confuci i erudits confucians durant el període dels Estats Combatents. Els originals estaven dispersos i circulaven en gran nombre, i la majoria dels noms i identitats dels autors no es podien conèixer amb certesa. Els estudiosos confucians de la dinastia Han van seleccionar aquestes "notes sobre ritus" i les van compilar en llibres com a referència per ensenyar.

## Geografia
Zou Yan és també el promotor de la teoria geogràfica dels "Nou continents o Nou Terres". "Un continent diví o comtat vermell és el món xinès tal com va ser concebut en el seu temps, subdividit ell mateix en nou territoris per Yu el Gran, fundador de la dinastia Xia Els altres continents estan envoltats de mars; els idiomes i els costums són diferents. Zou pensava que la Xina era només una petita part del món": "La gran terra on es troba Xina es va anomenar Chi Xian Shen Zhou, i es va dividir en nou parts, anomenades "Nou Terres". Hi havia nou grans terres, cadascuna d'elles era igual de gran que la Xina. Les nou grans terres formaven una divisió, i n'hi havia nou a la terra. Per tant, segons l’opinió de hi havia 81 grans terres en total al món. Totes les divisions estaven envoltades per l'oceà , i en cada divisió les grans terres estaven separades per mar. " La teoria de Zou es va avançar en el període pre-Qin, però es va considerar una idea absurda a l'antiga Xina.

## Medecina
A la dinastia Han, els principis bàsics de la medicina xinesa estaven definits en "Huangdi Neijing" (Cànon Intern de l'emperador Groc) . Constava de dues parts en 18 volums i 162 articles i es va compilar entre el 500 i el 300 a.C. La informació mèdica portada a la Xina cap al 300 a.C. va ser manllevat de l'Índia i l'Iran. A partir de les teories de Zou Yan amb la introducció i aplicació del Yin i Yang, els xinesos van desenvolupar una nova doctrina mèdica que s'aplicava a la fisiologia, la patologia, el diagnòstic i el tractament de la malaltia en relació amb el òrgans viscerals sòlids o buits i els meridians.
Va completar la seva activitat amb estudis de ciències naturals, compilant llistes de les principals muntanyes i rius xinesos, formes de terra importants, espècies de plantes, ocells i animals i els objectes rars que s'hi podien trobar.